# Люпьяк
Люпья́к (фр. Lupiac) — коммуна во Франции, находится в регионе Окситания. Департамент — Жер. Входит в состав кантона Эньян. Округ коммуны — Миранд.
Код INSEE коммуны — 32219.

## География

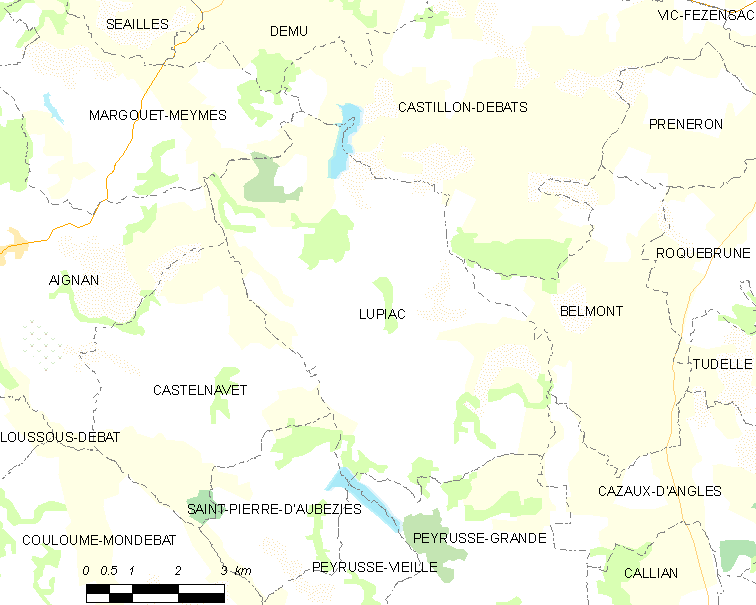
Карта коммуны

Коммуна расположена приблизительно в 600 км к югу от Парижа, в 105 км западнее Тулузы, в 33 км к западу от Оша.
По территории коммуны протекают реки Дуз, Желиз и Озу.

## Климат
Климат умеренно-океанический. Лето жаркое и немного дождливое, температура часто превышает 35 °С. Зимой часто бывает отрицательная температура и ночные заморозки. Годовое количество осадков — 700—900 мм.

## Население
Население коммуны на 2010 год составляло 308 человек.
| 1962 | 1968 | 1975 | 1982 | 1990 | 1999 | 2010 |
| ---- | ---- | ---- | ---- | ---- | ---- | ---- |
| 585  | 505  | 433  | 400  | 356  | 312  | 308  |

## Администрация
| Период | Период | Фамилия         | Партия                    | Примечания |
| ------ | ------ | --------------- | ------------------------- | ---------- |
| 1965   | 2014   | Ив Риспа        | Союз за народное движение | фермер     |
| 2014   | 2020   | Вероник Тьё-Луи |                           |            |

## Экономика
В 2010 году среди 161 человека трудоспособного возраста (15-64 лет) 116 были экономически активными, 45 — неактивными (показатель активности — 72,0 %, в 1999 году было 68,0 %). Из 116 активных жителей работали 109 человек (59 мужчин и 50 женщин), безработных было 7 (4 мужчины и 3 женщины). Среди 45 неактивных 10 человек были учениками или студентами, 20 — пенсионерами, 15 были неактивными по другим причинам.

## Достопримечательности
- Часовня Нотр-Дам-де-Питье (XVII век)
- Замок Кастельмор[фр.] (XVII век). Исторический памятник с 1993 года[4]
- Замок Плань
- Мельница Люпьяк[фр.] (1726 год)
- Богадельня Св. Иакова (XV век). Исторический памятник с 1935 года[5]

## Фотогалерея

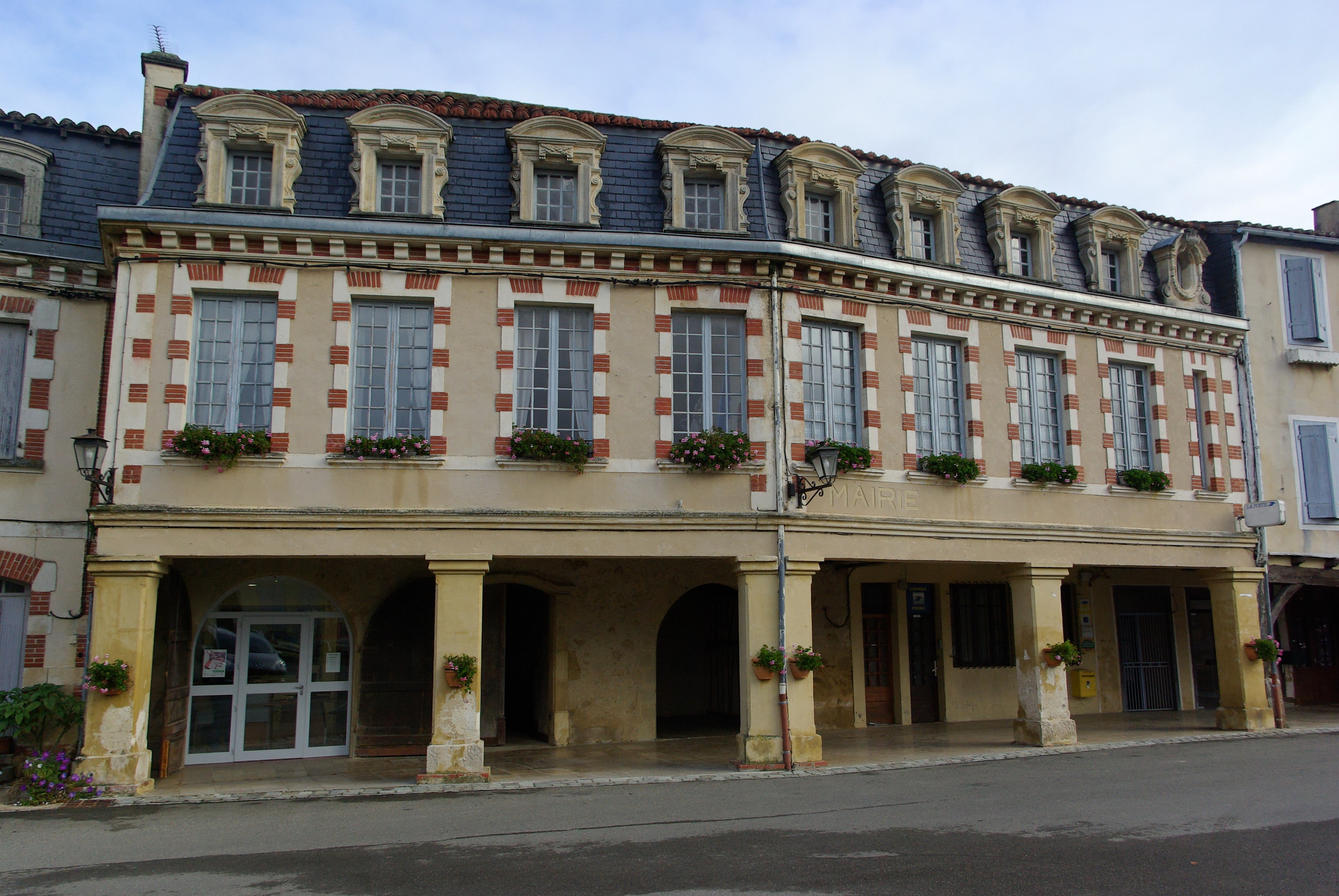
Мэрия
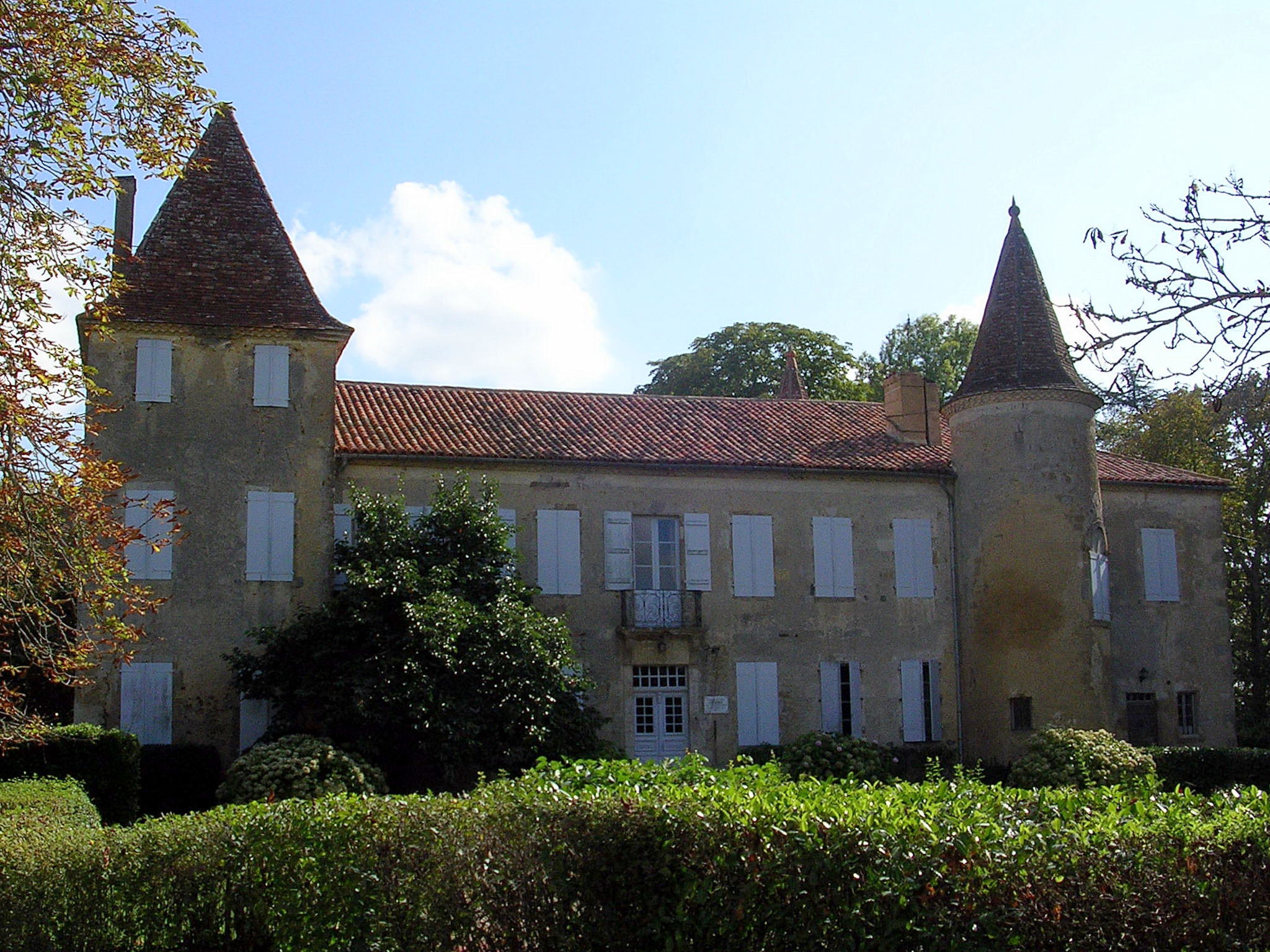
Замок Кастельмор
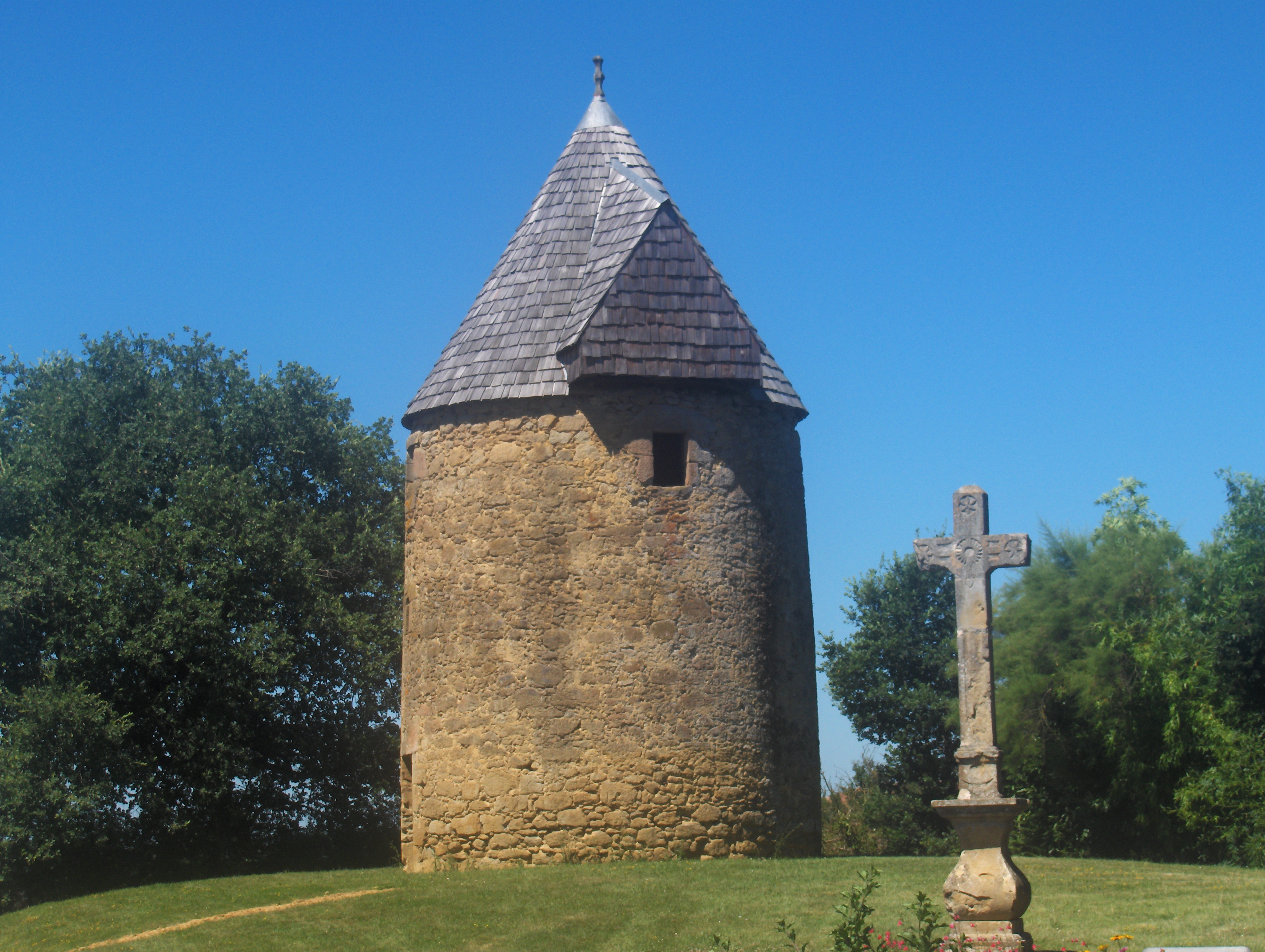
Мельница Люпьяк
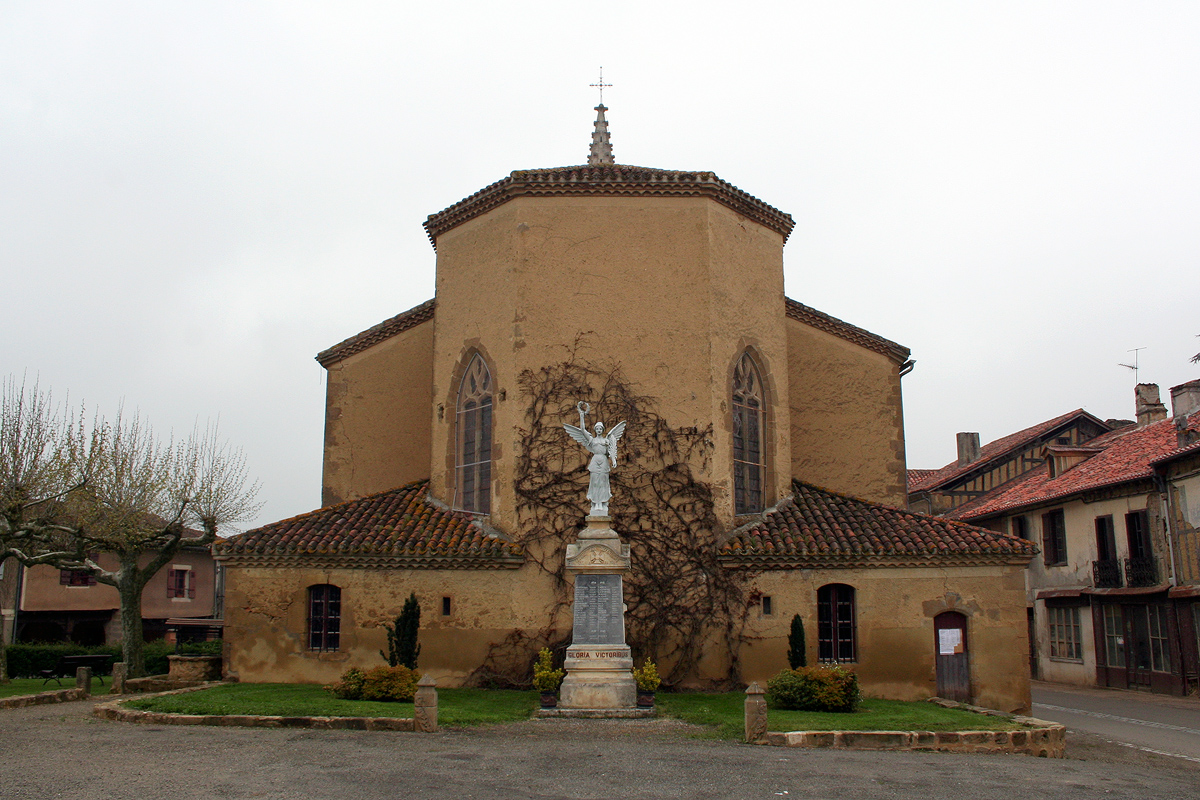
Военный мемориал